# Vásárút
Vásárút (szlovákul Trhová Hradská) község  Szlovákiában, a Nagyszombati kerület Dunaszerdahelyi járásában.

## Fekvése
A Kisalföldön, Dunaszerdahelytől 10 km-re keletre, a Kis-Duna jobb partján fekszik. Nevét onnan kapta, hogy rajta vezetett keresztül a Pozsonyba menő vásáros útvonal.

## Élővilága

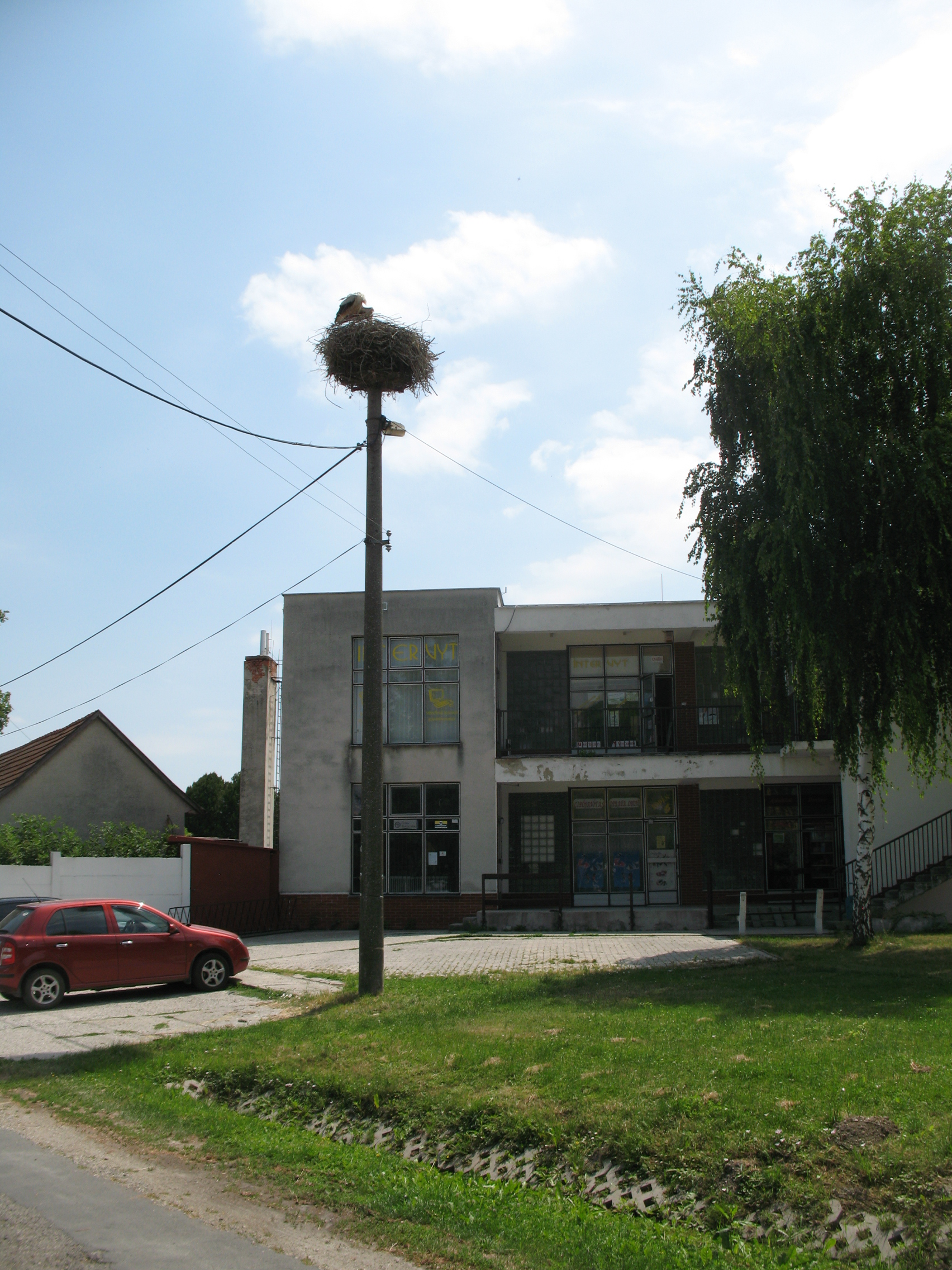
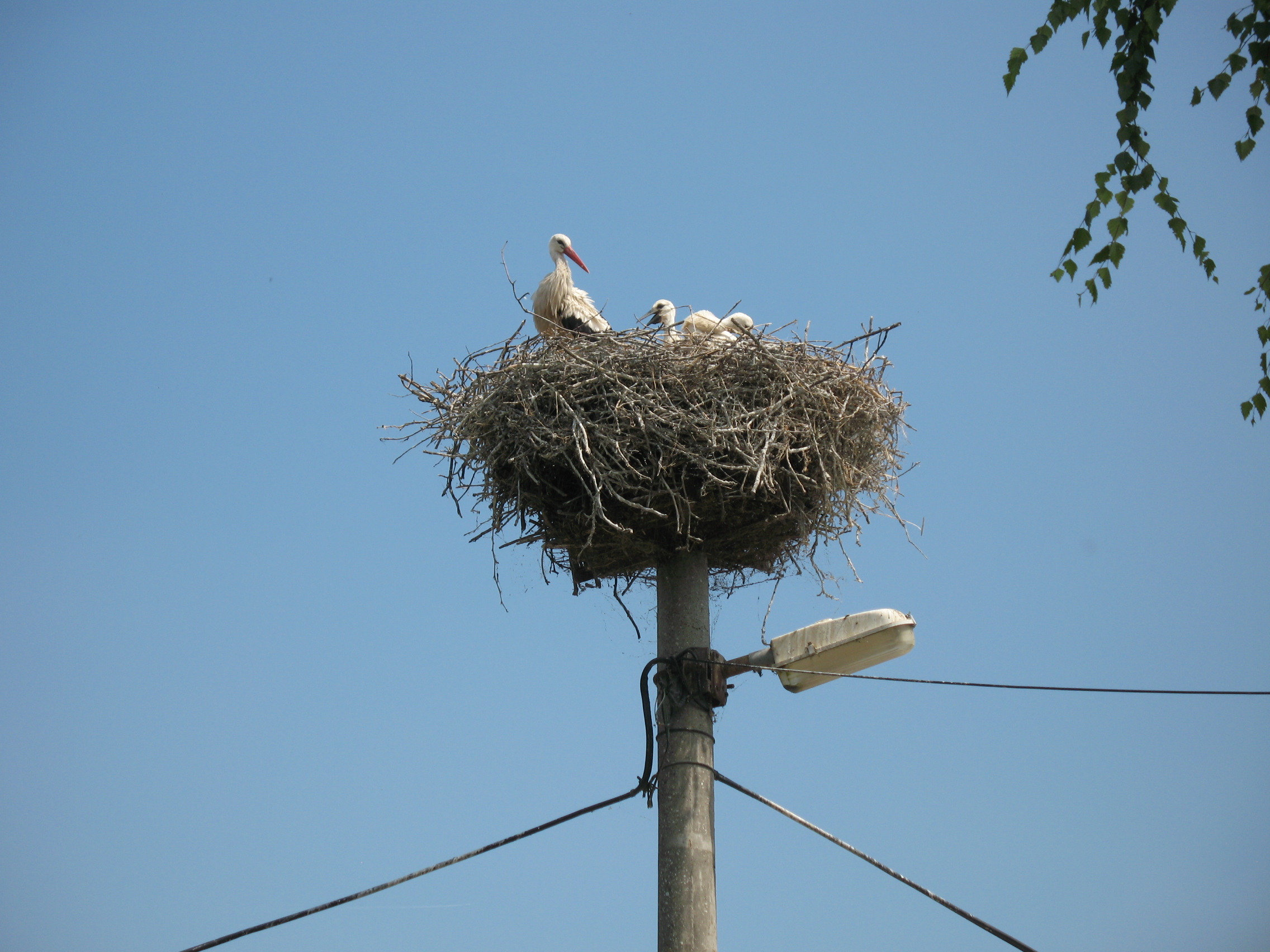
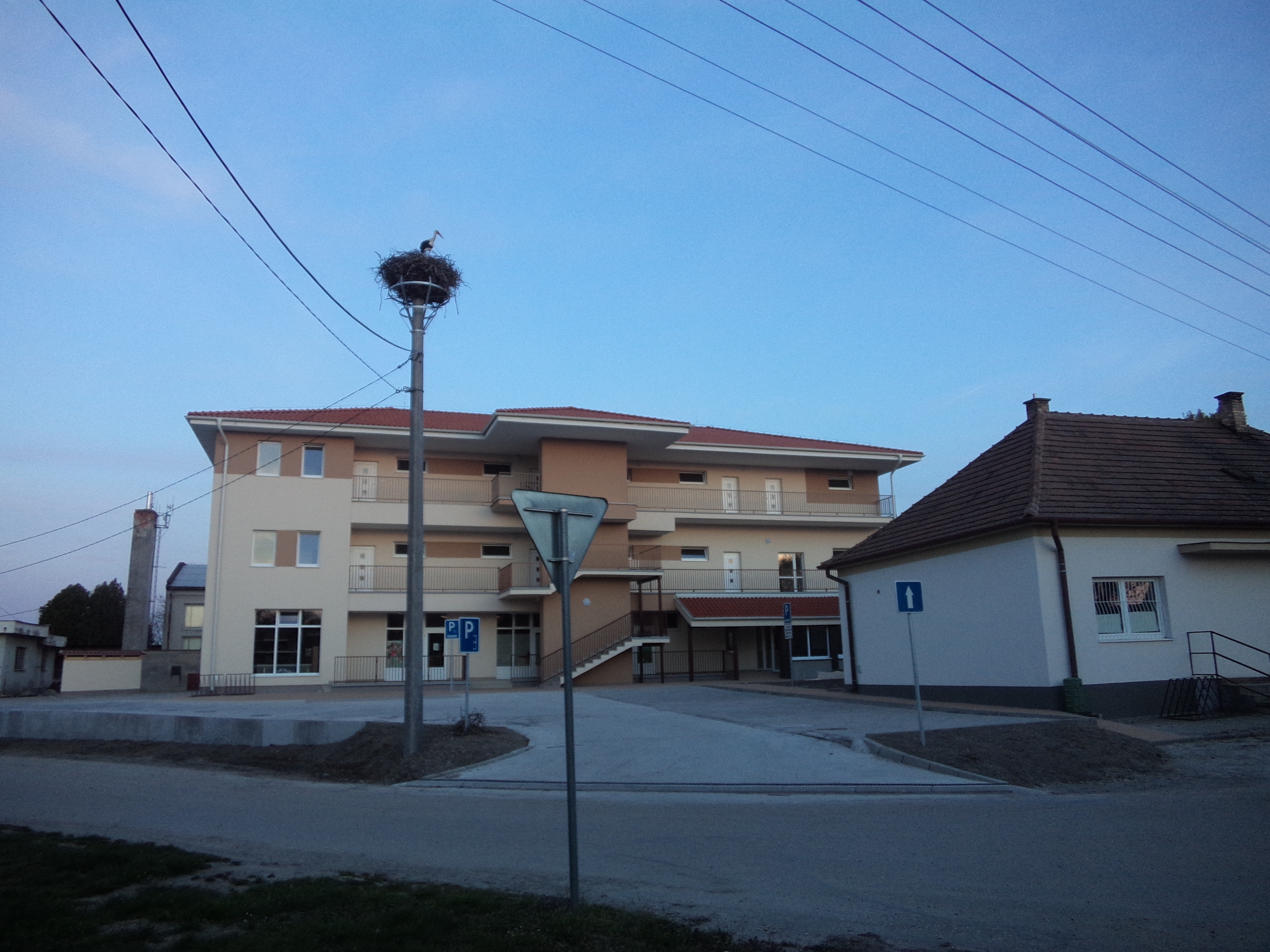
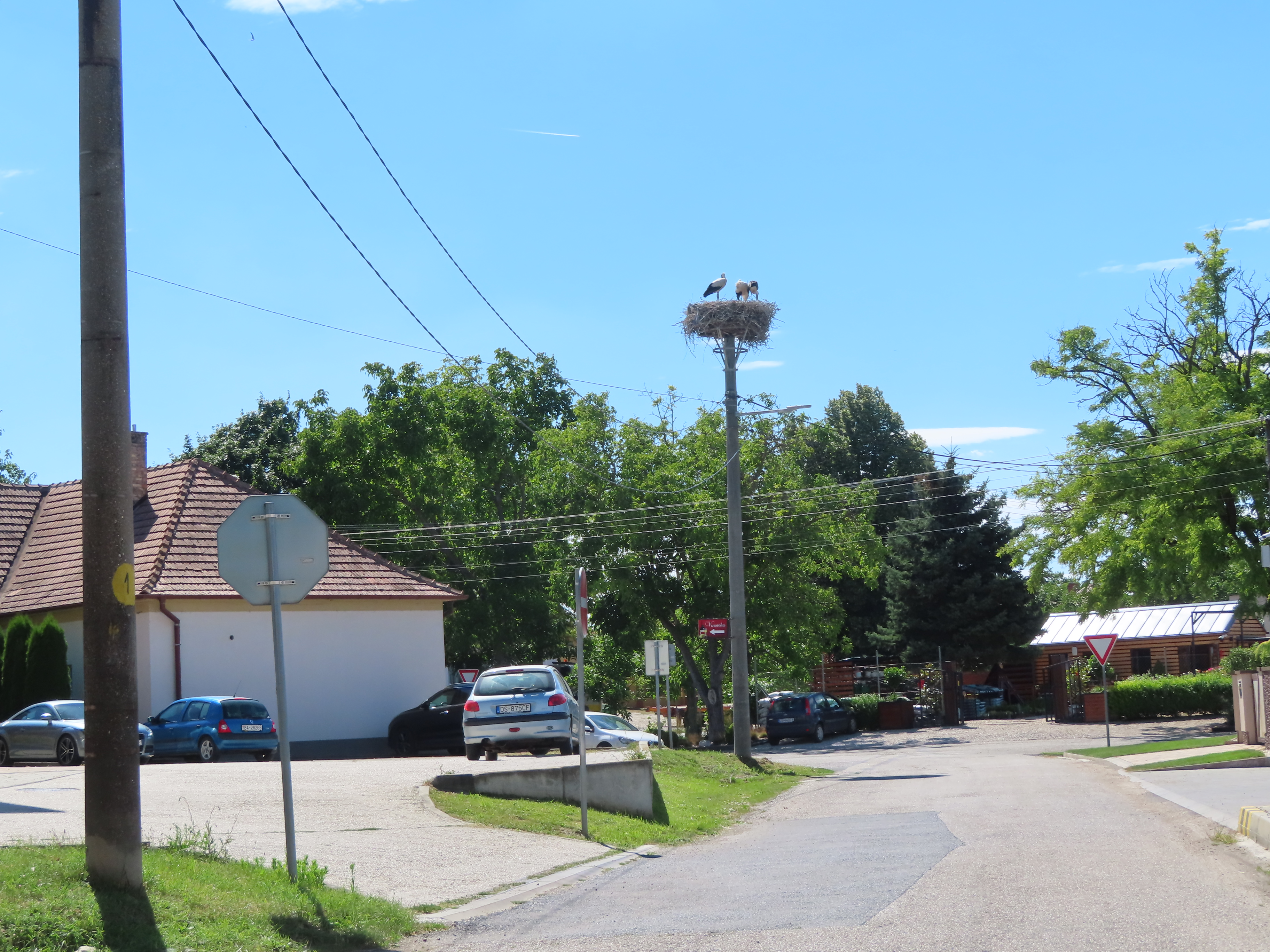
2022
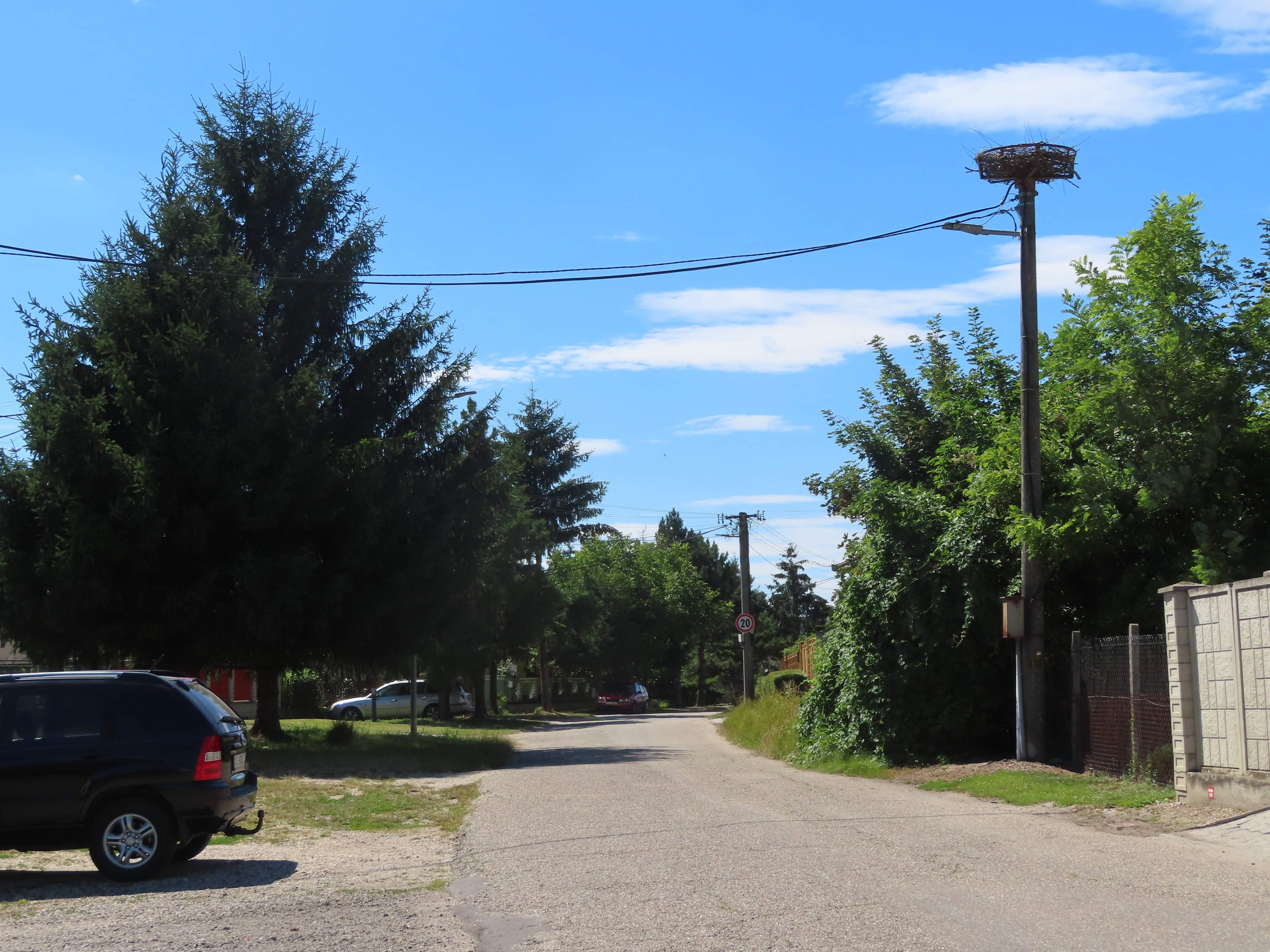
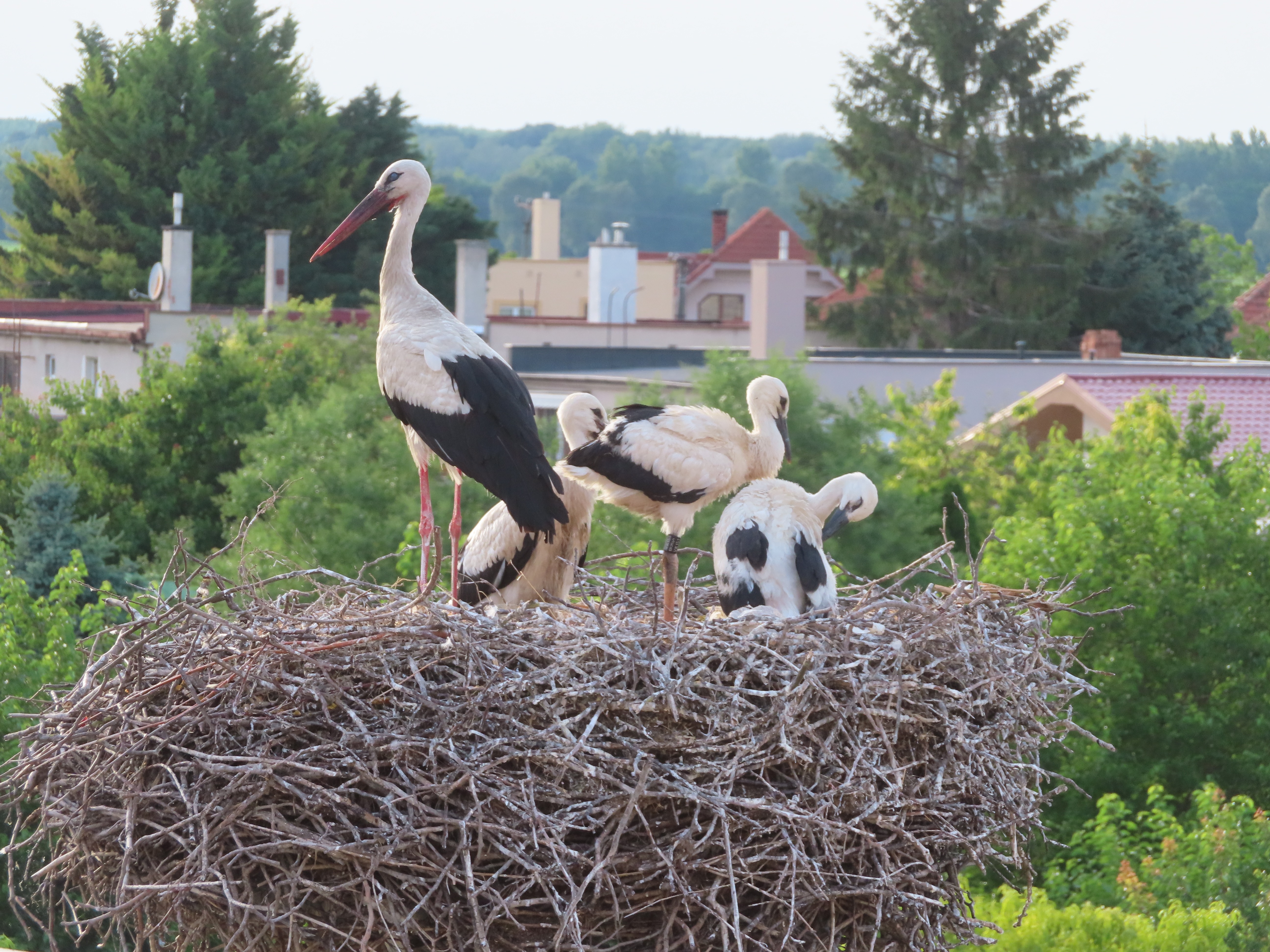
2024
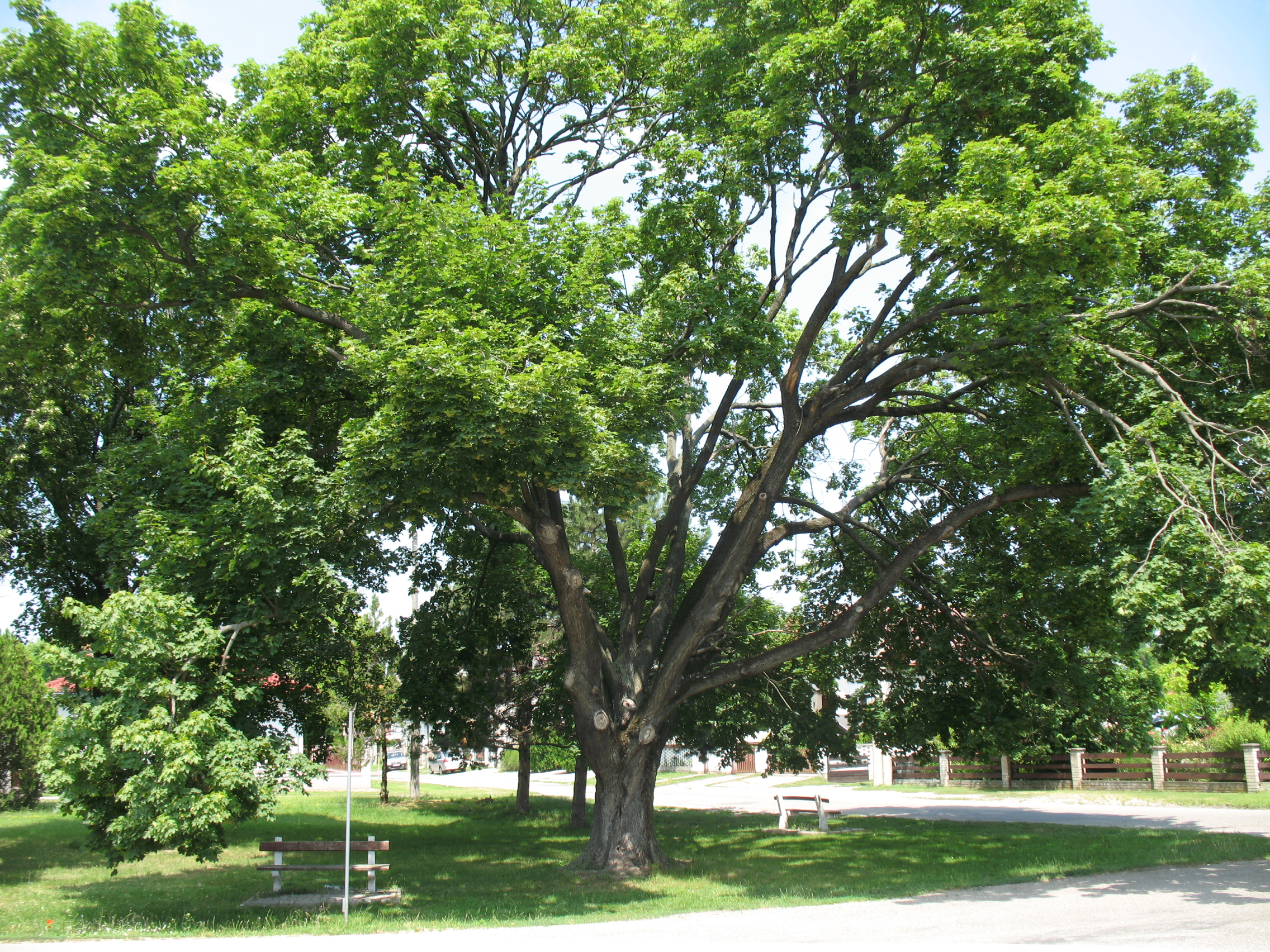
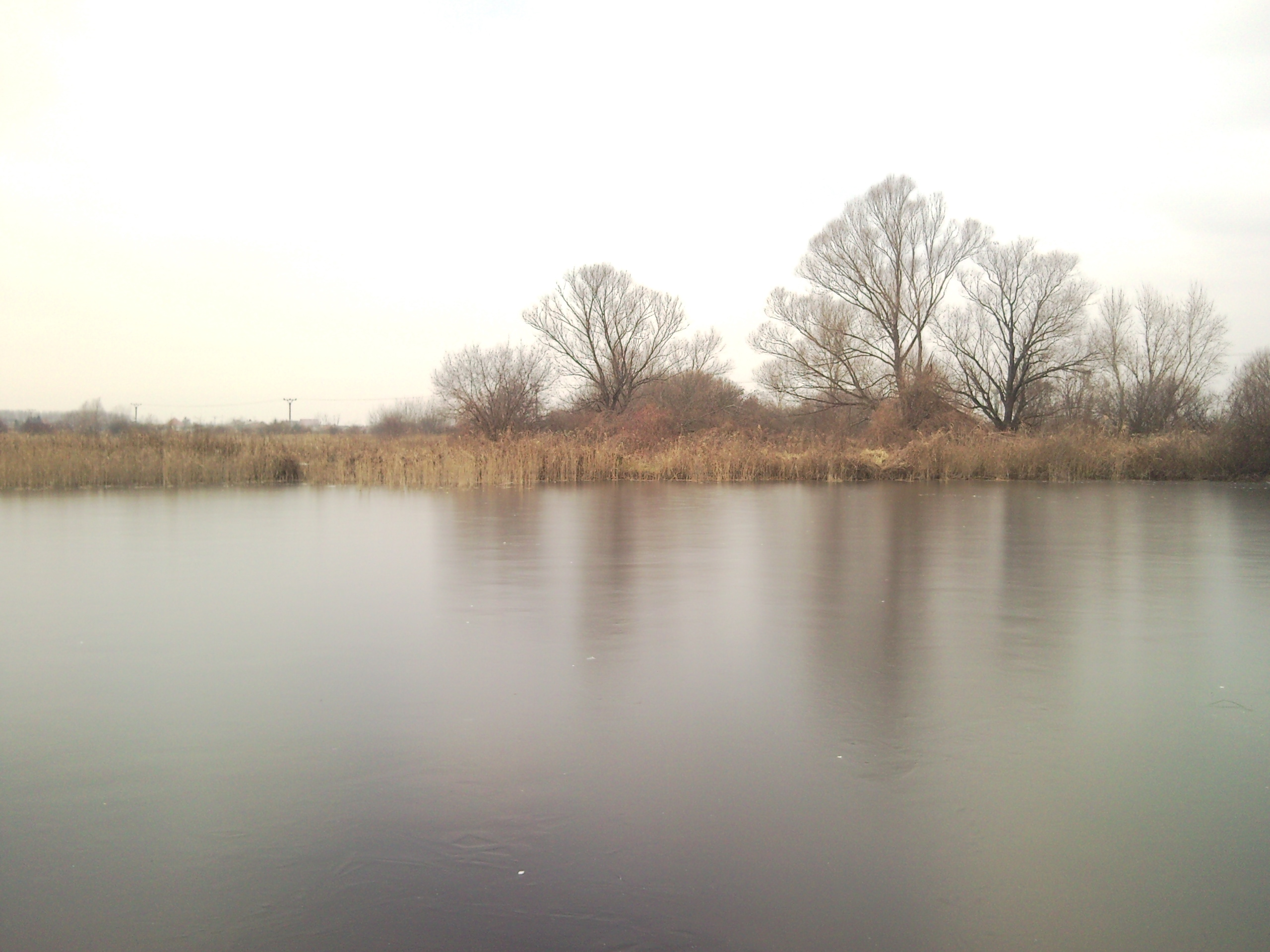

A faluban egy gólyafészket tartanak nyilván, amelyben 2013-ban 3 fióka volt, egy azonban elpusztult. A kivételektől eltekintve az utóbbi években mindig 3 fiókát sikerült felnevelni.

## Története
1235-ben "Vasarut" alakban említi először oklevél. A pozsonyi káptalan és prépostság birtoka volt. A 14. századig Csallóközkürt részeként halászóhelyként említik. Elnevezése 1399-ben "Vyfalu", 1406-ban "Wasarvth". A falunak a középkorban Szent György tiszteletére szentelt fatemploma volt, melyet egy árvíz elsodort, ezután kőtemplomot emeltek. 1634-ben ez is tönkrement, ekkor épült a mai templom. A 16. század közepén 36 porta után adózott a falu. A 17. század elején Bocskai István és Bethlen Gábor seregei táboroztak itt. A 18. század elején fő birtokosa a pozsonyi káptalan és a gróf Cseszneky család. 1720-ban 2 malma és 23 adózó háztartása volt. 1752-től nemesi mezőváros messze földön híres állatvásárokkal. 1828-ban 147 házában 1047 lakos élt, akik főként mezőgazdasággal, dohánytermesztéssel, halászattal foglalkoztak. 1849-ben határában verték vissza Szekulics honvéd alezredes csapatai  Derschatta császári és királyi ezredes császári seregét. A község önkéntes tűzoltóegylete 1892-ben alakult. 1900-ban nagy árvíz pusztított a településen. A 20. század elején sörfőzde és szeszgyár működött a községben.
Vályi András szerint " VÁSÁRÚT. Magyar Mezőváros Pozsony Várm. földes Ura a’ Pozsonyi Káptalanbéli Uraság, lakosai katolikusok, fekszik az Érs. Újvári kissebb Duna ágának partyán, Kürth, és Papnyárasdi helységek között, az ország úttyában; Ispotállya is van; határja 2 nyomásbéli, tiszta búzát, rozsot, zabot, árpát terem, kukoritzát, dohányt is, piatza Szerdahelyen, és Somorján."
Fényes Elek 1851-ben így ír Vásárútról: "Pozsony vármegye magyar települése, a kis Duna jobb partján, a pesti országúton, Komáromtól 5 1/2 mérföldnyi távolságra. Lakja 1019 katolikus, 3 evangélikus, 5 zsidó. Van katolikus parókiája, temploma, vendégfogadója, több urasági tiszti lakása, és gazdasági épülete. Határa mindent megterem, dohánya a megyében a legjobb, legkapósabb. Erdeje a Duna mentében sok vadat táplál. Baromvásárai híresek."
Pozsony vármegye monográfiája szerint "Vásárút, magyar kisközség az Alsó-Csallóközben, körjegyzőségi székhely, 197 házzal és 1589 róm. kath. vallású lakossal, holott a megelőző népszámlálás alkalmával a lakosok száma csak 1387 volt s így e nagy számbeli emelkedés méltán feltűnik. E község már 1235-ben felmerűl. A pozsonyi prépostság és káptalan ősi birtoka, kiket azonban a 16. század elején a Bazini és Szentgyörgyi grófok a nyugodt birtoklásban háborgattak, mert 1507-ben Miklós prépost és a káptalan II. Ulászló előtt panaszt emelnek elleneük hatalmaskodásuk miatt. A 16. század közepén végbement portális összeírás 36 portáról számol be. A mult század elején marhavásárai messze vidéken híresek voltak. Ma a pozsonyi káptalannak van itt nagyobb birtoka és Popper Emil káptalani bérlőnek szeszgyára és finomítója. Ősi temploma fából volt építve, de ezt a Duna elsodorta. Helyébe 1668-72 között új templom épült, mely azonban 1757-ben a mainak adott helyet, melyet – mint azt a templomon látható fölirat bizonyítja – Batthyány József pozsonyi prépost építtetett. Ide tartoznak Csanád, Sziget és Szihony majorok, Szilágyi malom és Vöröstőke erdészlak. A község a mult században többizben volt nagyobb tűzesetek színhelye, 1903-ban pedig az árvíz okozott a lakosoknak tetemes kárt. A községben van postahivatal; távíróhivatala Albár."
A trianoni békeszerződésig Pozsony vármegye Dunaszerdahelyi járásához tartozott. 1960-ban a szomszéds Vámosfaluval egyesítették, 1990-óta újra önálló község.

## Népessége
| Év:            | 1994. | 2004.   | 2014.   | 2024.   |
| -------------- | ----- | ------- | ------- | ------- |
| Emberek száma: | 2060  | 2176    | 2155    | 2160    |
| Eltérés:       |       | +5,63 % | -0,96 % | +0,23 % |

| Év:            | 2023. | 2024.   |
| -------------- | ----- | ------- |
| Emberek száma: | 2181  | 2160    |
| Eltérés:       |       | -0,96 % |

1910-ben 1337, túlnyomórészt magyar anyanyelvű lakosa volt.
2011-ben 2160 lakosából 1947 magyar és 171 szlovák volt.
2021-ben 2211 lakosából 1883 (+48) magyar, 248 (+29) szlovák, 12 (+27) cigány, 9 (+4) egyéb és 59 ismeretlen nemzetiségű volt.

## Nevezetességei

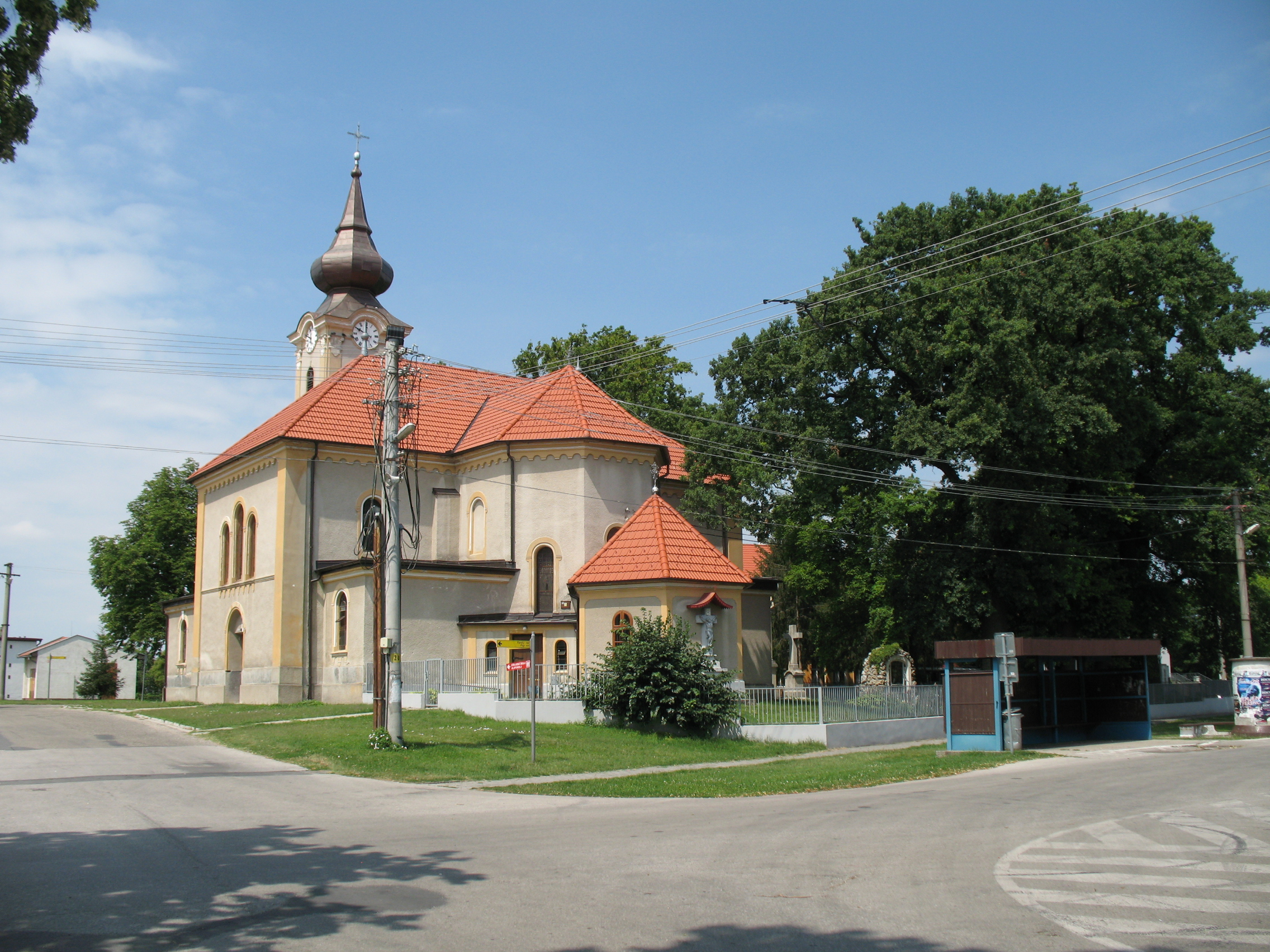
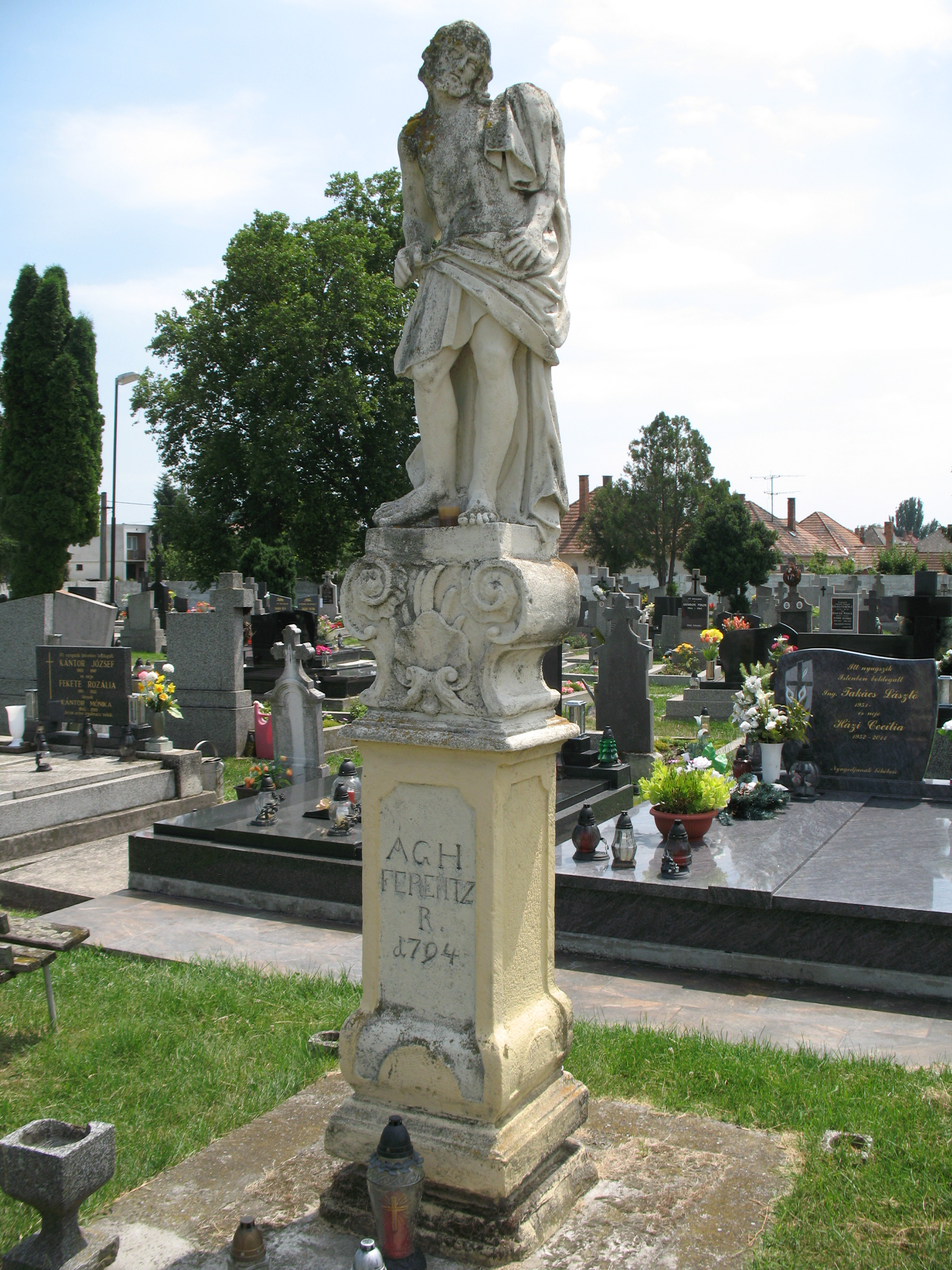
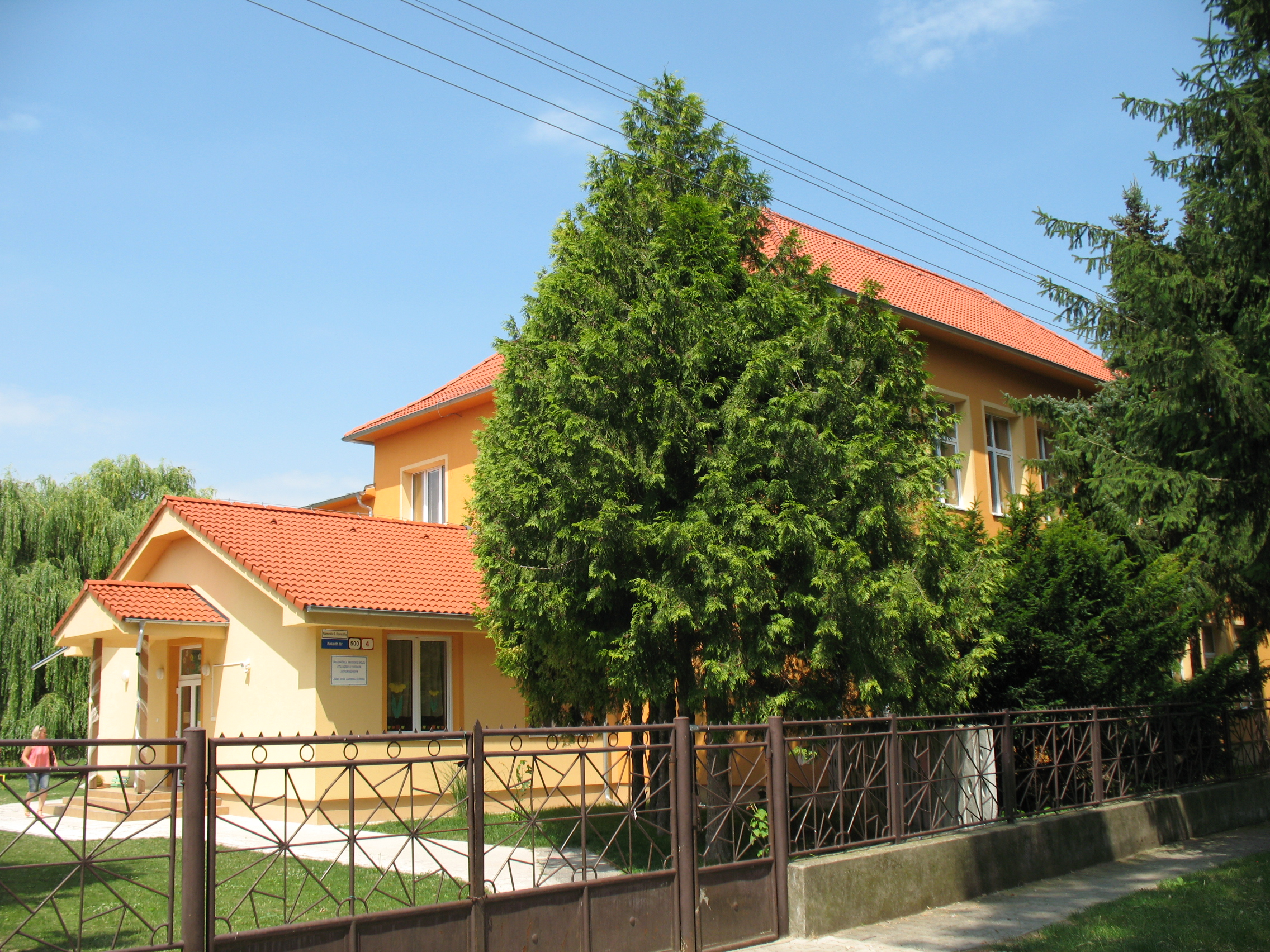
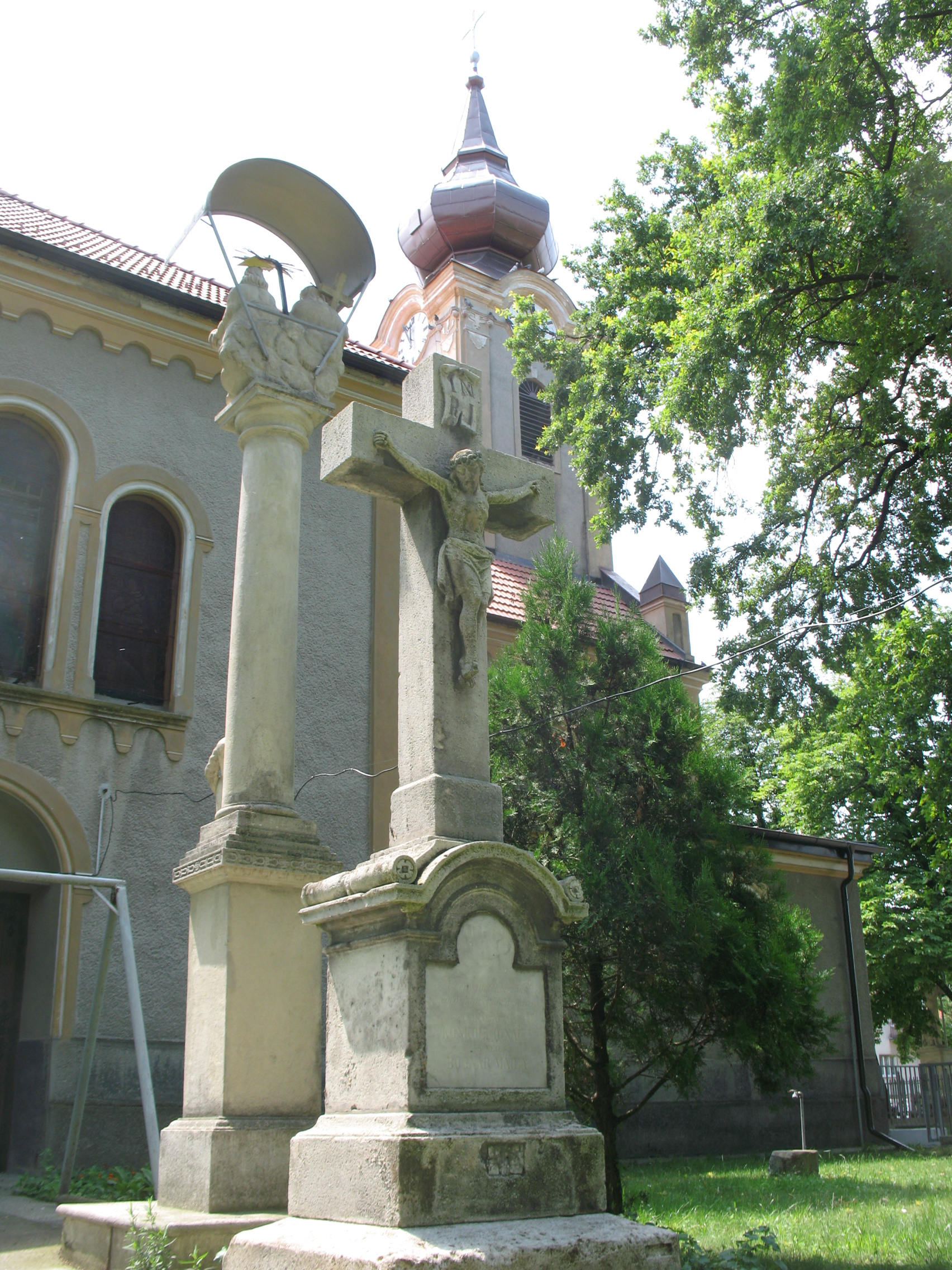
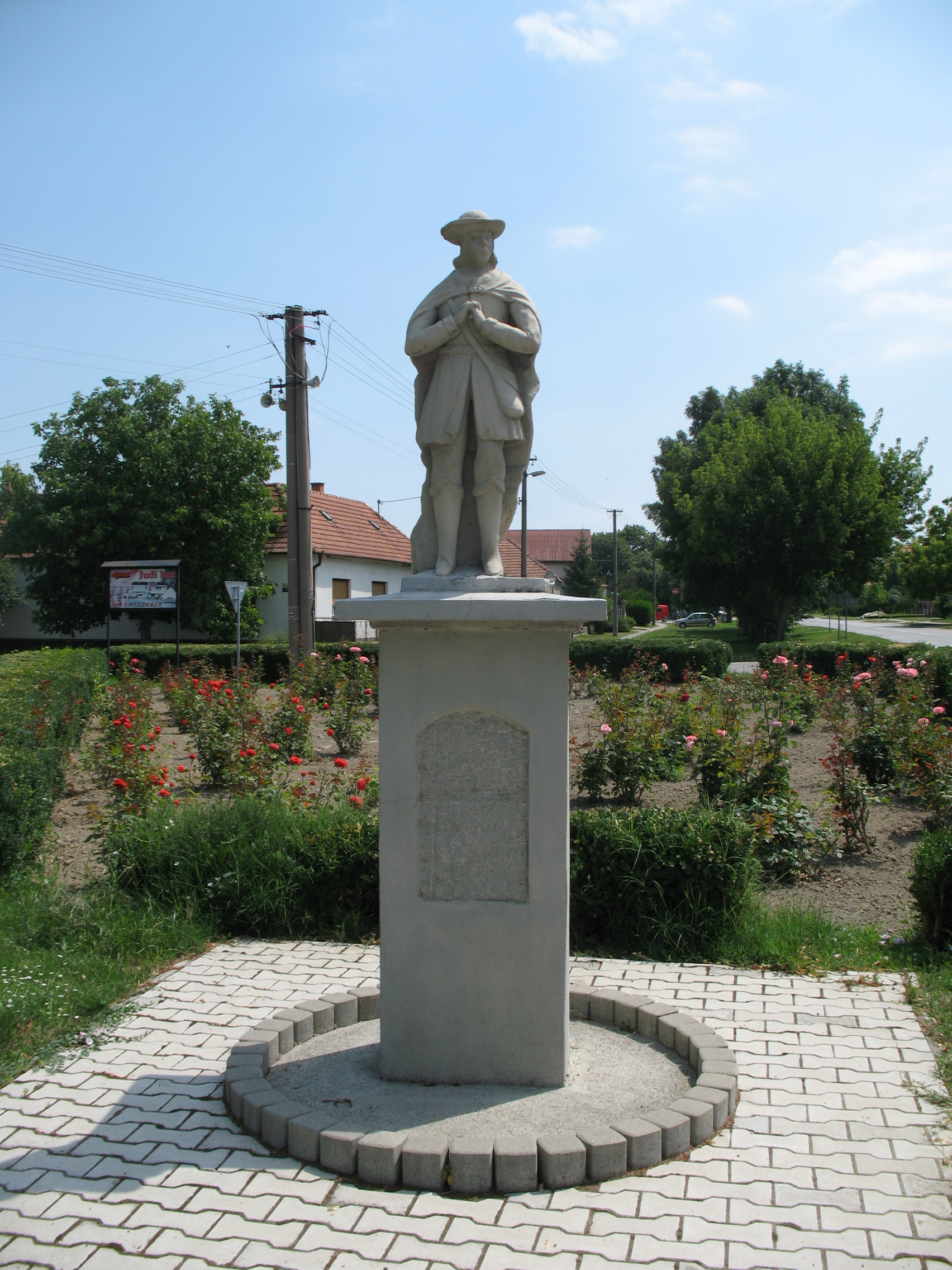
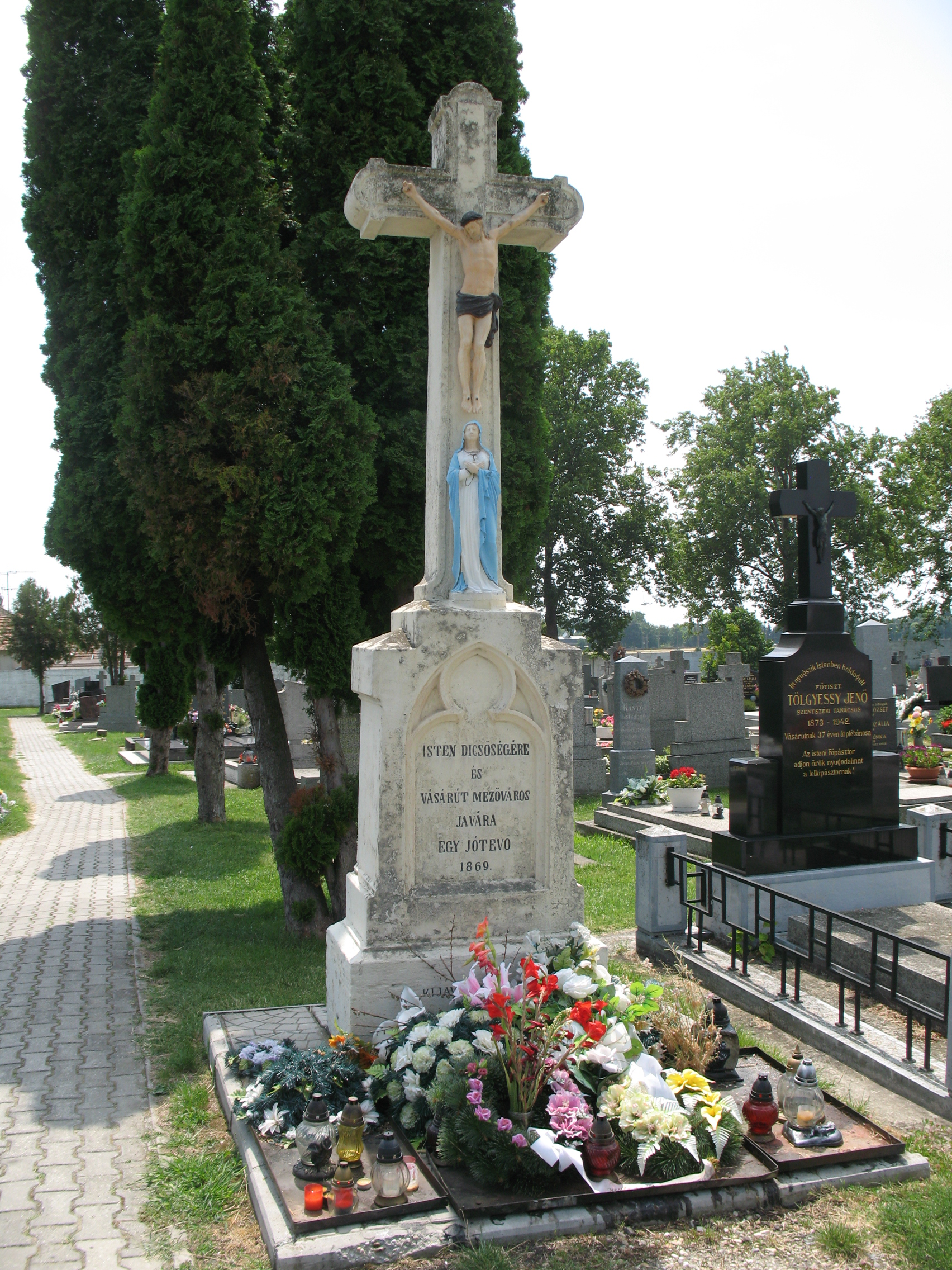
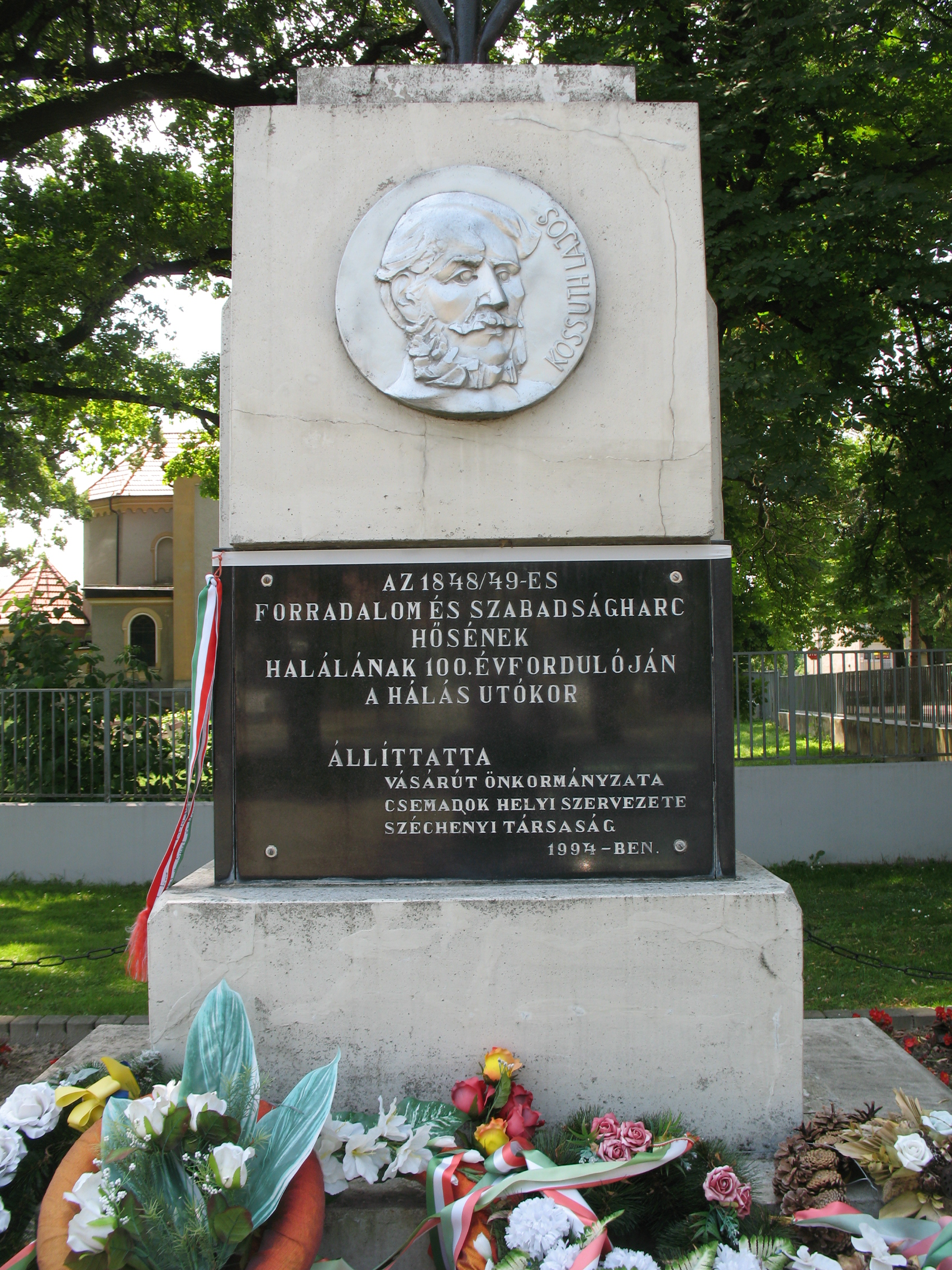

- Páduai Szent Antal tiszteletére szentelt római katolikus temploma 1668 és 1672 között épült,[9] 1757-ben Batthyány József pozsonyi prépost újjáépíttette. 1906-ban szecessziós stílusban építették át, ekkor nyerte el mai formáját. A kóruson  Szent István és Szent László faszobrai találhatók. Az egyik mellékhajóban a két világháború hőseinek emléktáblája látható. A templom előtt látható a Fájdalmas Szűz 1883-ban készített szobra, a Pieta, amely homokkőből készült. Műköves talapzaton áll.
- A templomkertben álló Szentháromság-oszlop 1846-ban készült klasszicista stílusban.
- Szent Flórián útmenti szobra 1863-ban készült, a feje már hiányzik.
- A templomkerten kívül, északi irányban áll Kossuth Lajos emlékműve. 1994-ben állíttatták halálának 100. évfordulójára. Kossuth 1848-ban járt Vásárúton katonákat toborozni.
- A község északi részében, a főút mellett áll a romantikus stílusú Madonna szobor. Valószínű, hogy Brandl Antal szobrász alkotása az 1860-1870-es évekből.
- A Nyárasdra vezető út mellett, néhány száz méterre a falu központjától, a műemlékként védett Nepomuki Szent János szobor áll, 1739-ben készült.
- Nyárasd felé a község végén állt a valamikori Popper-kúria.
- Réteshúzó Fesztivál (májusban)

## Neves személyek
- Itt volt káplán Feniczy János katolikus pap, költő.
- Itt volt káplán Jekelfalussy Vince szepeshelyi majd székesfehérvári püspök, a római pápa trónállója és házi praelátusa, császári és királyi tanácsos.
- Itt szolgált 1668-tól Illyés András erdélyi katolikus püspök.
- Itt szolgált 1688-1691 között Mártonffy György erdélyi katolikus püspök.
- Itt született 1827. május 9-én Karcsú Antal Arzén ferenc-rendi kolostorfőnök.
- Itt született 1864. május 5-én tardoskeddi Benke Béla altábornagy.
- Itt született 1869-ben Orosz Ernő levéltáros, genealógiai író. Heves vármegye levéltárnoka, alispáni előadó.
- Itt született 1873-ban Német Károly piarista pap és tanár.
- Itt született 1892. április 16-án Házi Jenő történész, levéltáros, a Soproni Városi Levéltár utolsó főlevéltárosa, az MTA levelező tagja.
- Itt hunyt el 1836-ban Vörös József plébános, alesperes, Komárom vármegye és az érseki szék táblabírája.

## Testvértelepülések
Bőny

## Külső hivatkozások
- Hivatalos oldal (magyarul)
- E-obce.sk Archiválva 2009. május 7-i dátummal a Wayback Machine-ben
- Községinfó
- Vásárút Szlovákia térképén